# Wayland
Wayland là một giao thức máy tính chỉ định giao tiếp giữa máy chủ hiển thị và máy khách của nó, cũng như triển khai tham chiếu của giao thức trong ngôn ngữ lập trình C. Một máy chủ hiển thị sử dụng giao thức Wayland được gọi là bộ tổng hợp Wayland.
Wayland được phát triển bởi một nhóm tình nguyện viên ban đầu lãnh đạo bởi Kristian Høgsberg như một dự án hướng đến cộng đồng tự do và nguồn mở với mục đích thay thế  X Window System bằng một hệ thống cửa sổ hiện đại, đơn giản hơn trong các hệ điều hành Linux và tương tự Unix khác. Mã nguồn của dự án được phát hành theo các điều khoản của Giấy phép MIT,và các giấy phép phần mềm tự do khác.
Là một phần trong nỗ lực của mình, dự án Wayland cũng phát triển một triển khai tham chiếu của bộ tổng hợp Wayland có tên Weston.

## Tổng quan
Trong những năm gần đây, Đồ họa Linux desktop đã chuyển từ "một đống giao diện kết xuất... tất cả đang nói chuyện với X server, vốn là trung tâm của vũ trụ" hướng tới việc đặt nhân Linux và các thành phần của nó (i.e. Direct Rendering Infrastructure (DRI), Direct Rendering Manager (DRM)) "ở giữa", với "window systems giống như X hay Wayland... ở trong góc". Đây sẽ là" một hệ thống đồ họa đơn giản hóa mang đến sự linh hoạt hơn và hiệu năng tốt hơn ".

Kristian Høgsberg có thể đã thêm một phần mở rộng cho X như nhiều dự án gần đây đã thực hiện, nhưng ưu tiên "[đẩy] X ra khỏi đường dây nóng giữa trình khách và phần cứng"vì những lý do được giải thích trong FAQ của dự án: 
Điều khác biệt bây giờ là rất nhiều cơ sở hạ tầng đã chuyển từ máy chủ X vào kernel (quản lý bộ nhớ, lập lịch lệnh, cài đặt chế độ) hoặc thư viện (cairo, pixman, freetype, fontconfig, pango, v.v.), và có rất ít điều phải xảy ra trong quy trình máy chủ trung tâm... Một máy chủ X có một số lượng lớn chức năng mà bạn phải hỗ trợ để yêu cầu kết nối giao thức X, nhưng sẽ không có ai sử dụng điều này. Điều này bao gồm các bảng mã, rasterization glyph và bộ nhớ đệm, XLFDs Và toàn bộ API kết xuất lõi cho phép bạn vẽ các đường thẳng, đa giác, vòng cung rộng và nhiều hơn nữa nguyên thủy đồ họa phong cách của những năm 1980. Đối với nhiều thứ, chúng tôi đã có thể giữ cho máy chủ X.org hiện đại bằng cách thêm tiện ích mở rộng như XRandR, XRender và COMPOSITE.... Với Wayland, chúng tôi có thể di chuyển X sever và tất cả công nghệ kế thừa của nó sang đường dẫn mã tùy chọn. Đến một điểm mà X server là một tùy chọn tương thích thay vì hệ thống kết xuất lõi sẽ mất một thời gian, nhưng chúng tôi sẽ không bao giờ đến đó nếu [chúng tôi] không có kế hoạch cho nó.
Wayland bao gồm một giao thức và triển khai tham chiếu có tên Weston. Dự án cũng đang phát triển các phiên bản GTK+ và Qt kết xuất với Wayland thay vì X. Hầu hết các ứng dụng dự kiến sẽ nhận được hỗ trợ cho Wayland thông qua một trong những thư viện này mà không sửa đổi ứng dụng.
Các phiên bản ban đầu của Wayland đã không cung cấp tính minh bạch của mạng lưới, mặc dù Høgsberg đã lưu ý vào năm 2010 rằng tính minh bạch của mạng lưới là có thể. Họ đã được thử làm dự án Google Summer of Code năm 2011, nhưng không thành công. Adam Jackson đã hình dung việc cung cấp quyền truy cập từ xa vào ứng dụng Wayland bằng cách "pixel-scraping" (giống VNC) hoặc để nó gửi  "rendering command stream" qua mạng (như trong RDP, SPICE hay X11). Vào đầu năm 2013, Høssberg đang thử nghiệm tính minh bạch của mạng bằng máy chủ Wayland proxy để gửi hình ảnh nén đến bộ tổng hợp thực. Vào tháng 8 năm 2017, Gnome đã chứng kiến lần đầu tiên triển khai máy chủ VNC quét pixel như vậy dưới Wayland.

## Kiến trúc phần mềm

1. Mô-đun evdev của nhân Linux nhận được một sự kiện và gửi nó đến bộ tổng hợp Wayland.
2. bộ tổng hợp Wayland nhìn xuyên qua khung cảnh của nó để xác định những gì cần thiết. Khung cảnh tương ứng với những gì trên màn hình và bộ tổng hợp Wayland hiểu các biến đổi mà nó có thể đã áp dụng cho các yếu tố trong khung cảnh. Do đó, bộ tổng hợp Wayland có thể chọn cửa sổ bên phải và chuyển đổi tọa độ màn hình thành tọa độ cục bộ của cửa sổ, bằng cách áp dụng các phép biến đổi nghịch đảo. Các loại chuyển đổi có thể được áp dụng cho cửa sổ chỉ bị giới hạn ở những gì nhà soạn nhạc có thể làm, miễn là nó có thể tính toán biến đổi nghịch đảo cho các sự kiện đầu vào.
3. Như trong trường hợp X, khi máy khách nhận được sự kiện, nó sẽ cập nhật giao diện người dùng. Nhưng trong trường hợp Wayland, kết xuất xảy ra bởi máy khách thông qua EGL và máy khách chỉ gửi yêu cầu đến bộ tổng hợp để chỉ ra khu vực đã được cập nhật.
4. Bộ tổng hợp Wayland thu thập các yêu cầu thiệt hại từ khách hàng của mình và sau đó kết hợp lại màn hình. Bộ tổng hợp có thể trực tiếp phát hành một ioctl để lên lịch cho một trang với KMS.

### Kiến trúc giao thức
Giao thức Wayland theo mô hình máy khách/ máy chủ trong đó máy khách là các ứng dụng đồ họa yêu cầu hiển thị bộ đệm pixel trên màn hình và máy chủ (bộ tổng hợp) là nhà cung cấp dịch vụ điều khiển hiển thị các bộ đệm này.
Việc triển khai tham chiếu Wayland đã được thiết kế như một giao thức hai lớp:
- Một lớp cấp thấp hay wire protocol xử lý giao tiếp giữa các quá trình giữa hai quy trình có liên quan (client và bộ tổng hợp) và việc sắp xếp dữ liệu mà chúng trao đổi. Lớp này dựa trên thông báo và thường được triển khai bằng các dịch vụ IPC kernel, cụ thể là các ổ cắm miền Unix trong trường hợp các hệ điều hành giống như Linux và Unix.[17]:9
- Một lớp cấp cao được xây dựng dựa trên nó, xử lý thông tin mà client và bộ tổng hợp cần trao đổi để thực hiện các tính năng cơ bản của hệ thống cửa sổ. Lớp này được triển khai dưới dạng "giao thức hướng đối tượng không đồng bộ".[17]:9

Mặc dù lớp cấp thấp được viết thủ công bằng C, nhưng lớp cấp cao được tự động tạo từ mô tả các thành phần của giao thức được lưu trữ ở định dạng XML. Mỗi khi mô tả giao thức của tệp XML này thay đổi, mã nguồn C thực hiện giao thức đó có thể được tạo lại để bao gồm các thay đổi mới, cho phép một giao thức rất linh hoạt, có thể mở rộng và chống lỗi.
Việc triển khai tham chiếu của giao thức Wayland được chia thành hai thư viện: một thư viện được sử dụng bởi các máy khách Wayland được gọi là  libwayland-client và một thư viện được sử dụng bởi các trình biên dịch Wayland gọi là libwayland-server.:57

### Tổng quan giao thức
Giao thức Wayland được mô tả là "giao thức hướng đối tượng không đồng bộ".:9 Hướng đối tượng có nghĩa là các dịch vụ được cung cấp bởi trình biên dịch được trình bày dưới dạng một loạt các đối tượng sống trên cùng một trình biên dịch. Mỗi đối tượng thực hiện một giao diện có tên, một số phương thức (được gọi là yêu cầu) cũng như một số sự kiện liên quan. Mỗi yêu cầu và sự kiện không có hoặc nhiều đối số, mỗi đối số có tên và kiểu dữ liệu. Giao thức không đồng bộ theo nghĩa là các yêu cầu không phải chờ trả lời đồng bộ hoặc ACK, tránh thời gian trễ chuyến đi khứ hồi và đạt được hiệu suất được cải thiện
Các máy khách Wayland có thể thực hiện một yêu cầu (một lời gọi phương thức) trên một số đối tượng nếu giao diện của đối tượng hỗ trợ yêu cầu đó. Client cũng phải cung cấp dữ liệu cần thiết cho các đối số của yêu cầu đó. Đây là cách client yêu cầu dịch vụ từ bộ tổng hợp. Bộ tổng hợp lần lượt gửi thông tin trở lại máy khách bằng cách làm cho đối tượng phát ra các sự kiện (có thể cũng có các đối số). Các sự kiện này có thể được bộ tổng hợp phát ra dưới dạng phản hồi cho một yêu cầu nhất định hoặc không đồng bộ, tùy thuộc vào sự xuất hiện của các sự kiện nội bộ (chẳng hạn như một sự kiện từ thiết bị đầu vào) hoặc thay đổi trạng thái. Các điều kiện lỗi cũng được báo hiệu là sự kiện của bộ tổng hợp.:9
Để một máy khách có thể đưa ra yêu cầu cho một đối tượng, trước tiên, nó cần cho máy chủ biết số ID mà nó sẽ sử dụng để xác định đối tượng đó.:9 Có hai loại đối tượng trong bộ tổng hợp: đối tượng toàn cục và đối tượng không toàn cục. Các đối tượng toàn cục được bộ tổng hợp quảng cáo cho khách hàng khi chúng được tạo (và cả khi chúng bị phá hủy), trong khi các đối tượng không toàn cầu thường được tạo bởi các đối tượng khác đã tồn tại như một phần chức năng của chúng.
Các giao diện và các yêu cầu và sự kiện của chúng là các yếu tố cốt lõi xác định giao thức Wayland. Mỗi phiên bản của giao thức bao gồm một bộ giao diện, cùng với các yêu cầu và sự kiện của chúng, dự kiến sẽ có trong bất kỳ bộ tổng hợp Wayland nào. Tùy chọn, bộ tổng hợp Wayland có thể xác định và triển khai các giao diện riêng hỗ trợ các yêu cầu và sự kiện mới, do đó mở rộng chức năng ngoài giao thức cốt lõi.:10 Để tạo điều kiện thay đổi giao thức, mỗi giao diện có chứa thuộc tính "số phiên bản" ngoài tên của nó; thuộc tính này cho phép phân biệt các biến thể của cùng một giao diện. Mỗi bộ tổng hợp Wayland không chỉ trưng bày những giao diện nào có sẵn, mà cả các phiên bản được hỗ trợ của các giao diện đó.:12